# Garret Sparks
Garret Sparks (* 28. Juni 1993 in Elmhurst, Illinois) ist ein US-amerikanischer Eishockeytorwart, der zuletzt bis zum Ende der Saison 2023/24 bei den Wilkes-Barre/Scranton Penguins aus der American Hockey League (AHL) unter Vertrag gestanden hat. Zuvor war Sparks unter anderem sechs Jahre lang in der Organisation der Toronto Maple Leafs aus der National Hockey League (NHL) aktiv, wovon er die ersten fünf Jahre hauptsächlich im Kader des Farmteams Toronto Marlies in der AHL stand, mit dem er im Jahr 2018 den Calder Cup gewann.

## Karriere
Sparks, der im US-Bundesstaat Illinois aufwuchs, verbrachte seine Juniorenzeit zwischen 2006 und 2010 zunächst in der Metropole Chicago, wo er die Altersklassen des Juniorenteams Chicago Mission durchlief. Von dort zog es den Torwart im Sommer 2010 wider der gängigen Praxis für einen US-amerikanischen Juniorenspieler in die kanadische Juniorenliga Ontario Hockey League (OHL). Dort hütete er in den folgenden drei Jahren das Tor der Guelph Storm, die ihn in der OHL Priority Selection ausgewählt hatten. Nachdem er dort in seinem Rookiejahr noch als Back-up fungiert hatte, war er zwischen 2011 und 2013 unangefochtener Stammtorwart. Im NHL Entry Draft 2011 wurde er in der siebten Runde an 190. Position von den Toronto Maple Leafs aus der National Hockey League (NHL) ausgewählt.

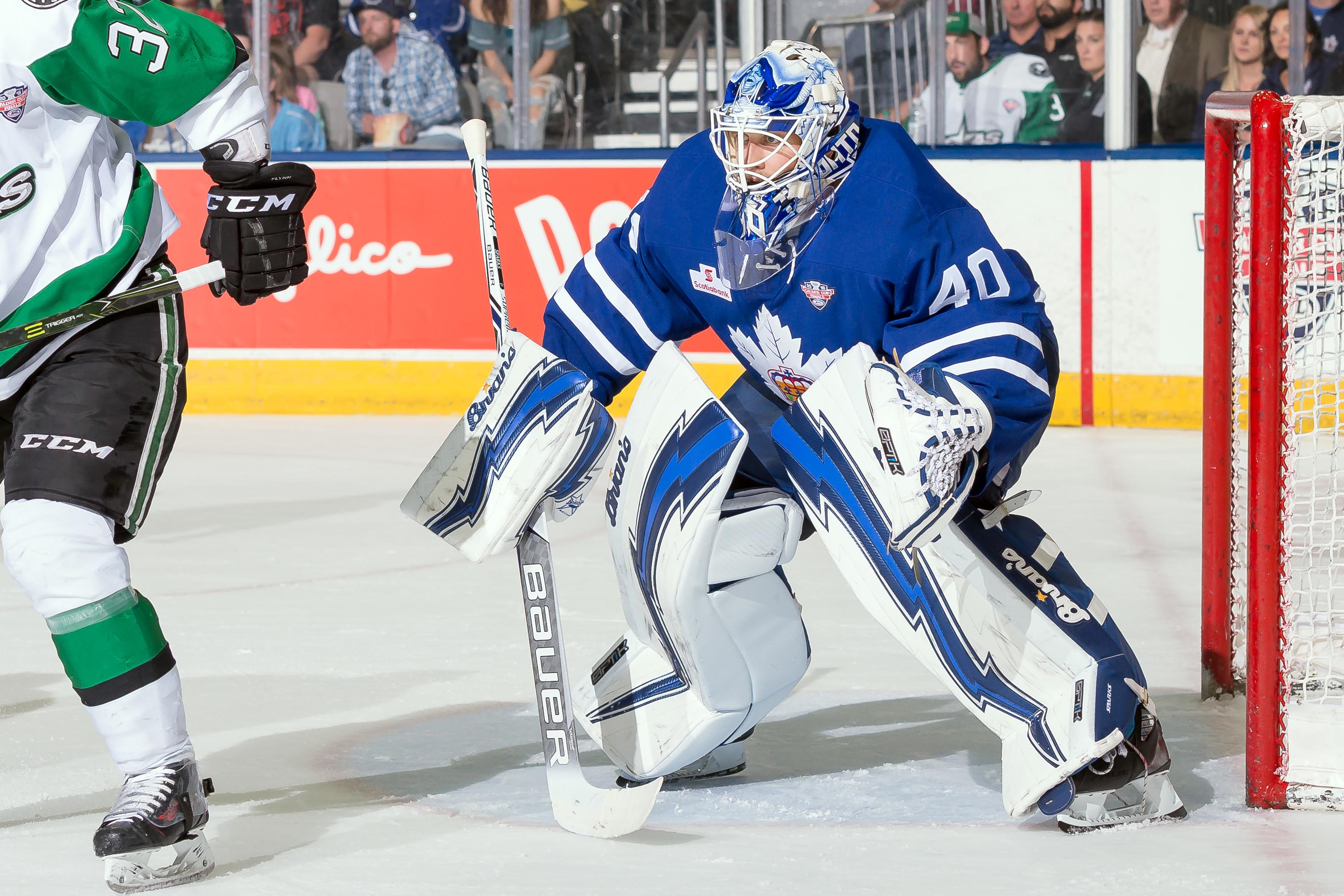
Sparks im Trikot der Toronto Marlies (2018)

Im März 2013 unterzeichnete der 19-Jährige schließlich einen Profivertrag in Toronto und kam zum Ende der Saison 2012/13 zu seinem Debüt für das Maple-Leafs-Farmteam Toronto Marlies in der American Hockey League (AHL). Mit Beginn der Spielzeit 2013/14 stand Sparks dauerhaft im Kader der Marlies und bestritt in den folgenden beiden Jahren zusätzlich Partien für die Orlando Solar Bears in der ECHL. Sein NHL-Debüt feierte er schließlich im Verlauf der Saison 2015/16, als er aufgrund von Verletzungen des etatmäßigen Personals Jonathan Bernier und James Reimer zu 17 Einsätzen kam. Bei seinem Debüt verbuchte er einen Shutout, was ihm als erster Torhüter in der Historie der Maple Leafs gelang. Hauptsächlich war er in dieser Spielzeit aber für die Marlies in der AHL aktiv.
Für die folgenden zwei Jahre sollten dies Sparks’ letzte Einsätze in der NHL gewesen sein, da er sich fortan als Stammtorwart der Toronto Marlies etablierte und ein wesentlicher Bestandteil des Teams war, das am Ende der Saison 2017/18 den Calder Cup gewann. Zusätzlich erhielt er eine Nominierung für das AHL First All-Star Team, wurde mit dem Aldege „Baz“ Bastien Memorial Award als bester Torwart der Liga prämiert und teilte sich mit seinem Torwartkollegen Calvin Pickard den Harry „Hap“ Holmes Memorial Award für den geringsten Gegentorschnitt unter allen Torhüterduos der Liga. Für seine Leistungen wurde er zu Beginn der Saison 2018/19 zum Back-up der Toronto Maple Leafs hinter Frederik Andersen befördert und setzte sich dabei gegen Curtis McElhinney und Calvin Pickard durch. Er bestritt im Saisonverlauf 20 Partien für Toronto, jedoch überzeugte er dabei nicht immer. Im Juli 2019 wurde er schließlich im Tausch für David Clarkson und ein Viertrunden-Wahlrecht im NHL Entry Draft 2020 zu den Vegas Golden Knights transferiert. Dort wurde er abermals hauptsächlich in der AHL bei den Chicago Wolves eingesetzt.
Nach der Spielzeit 2019/20 wurde sein auslaufender Vertrag nicht verlängert, sodass er im Dezember 2020 zu den Orlando Solar Bears in die ECHL zurückkehrte. Außerdem wurde er wenig später probeweise (professional tryout contract) von den Calgary Flames unter Vertrag genommen, was wiederum im Februar 2021 in einem AHL-Vertrag bei den Stockton Heat mündete. Anschließend gelang ihm im Juli 2021 die Rückkehr in die NHL, indem er einen Einjahresvertrag bei den Los Angeles Kings unterzeichnete, der im Sommer 2022 jedoch nicht verlängert wurde. Erst Ende Januar 2023 fand Sparks in den Orlando Solar Bears wieder einen neuen Arbeitgeber, der ihn leihweise zu Einsätzen bei den Springfield Thunderbirds in der AHL kommen ließ. Im Juli 2023 wechselte der Free Agent für ein Jahr zu den Wilkes-Barre/Scranton Penguins fest in die AHL zurück, spielte im Saisonverlauf aber auch für die Wheeling Nailers in der ECHL.

### International
Auf internationaler Bühne nahm Sparks an der U20-Junioren-Weltmeisterschaft 2013 im russischen Ufa teil. Hinter John Gibson und Jon Gillies war er dabei dritter Torhüter im Kader des US-Teams und blieb im gesamten Turnierverlauf ohne Einsatzminute. Die US-Amerikaner gewannen am Turnierende durch einen 3:1-Erfolg über Schweden die Goldmedaille.

## Erfolge und Auszeichnungen
| - 2015 AHL-Torwart des Monats November - 2018 Calder-Cup-Gewinn mit den Toronto Marlies - 2018 Harry „Hap“ Holmes Memorial Award (gemeinsam mit Calvin Pickard) | - 2018 Aldege „Baz“ Bastien Memorial Award - 2018 AHL First All-Star Team |

### International
- 2013 Goldmedaille bei der U20-Junioren-Weltmeisterschaft

## Karrierestatistik
Stand: Ende der Saison 2023/24

### International
Vertrat die USA bei:
- U20-Junioren-Weltmeisterschaft 2013

(Legende zur Torhüterstatistik: GP oder Sp = Spiele insgesamt; W oder S = Siege; L oder N = Niederlagen; T oder U oder OT = Unentschieden oder Overtime- bzw. Shootout-Niederlage; Min. = Minuten; SOG oder SaT = Schüsse aufs Tor; GA oder GT = Gegentore; SO = Shutouts; GAA oder GTS = Gegentorschnitt; Sv% oder SVS% = Fangquote; EN = Empty Net Goal; 1 Play-downs/Relegation; Kursiv: Statistik nicht vollständig)